# Elior Group
Die Elior-Group ist ein französisches Unternehmen mit Sitz in Paris. Es gehört zu den international großen Firmengruppen im Bereich Gemeinschaftsverpflegung und Catering. Kunden sind Unternehmen, Krankenhäuser, Schulen, Universitäten sowie andere öffentliche Einrichtungen, darüber hinaus bietet Elior verschiedene Dienstleistungen für diese Zielgruppen an. Das Unternehmen, das international tätig ist, tritt auf dem Markt mit mehreren Markennamen auf. Die Aktien werden an der Pariser Börse gehandelt, sie werden im Börsenindex CAC Mid 60 notiert.

## Geschichte
Robert Zolade und Francis Markus erwarben 1991 eine Beteiligung von 35 % an der Firma „Générale de Restauration“, einer Tochtergesellschaft der Accor-Gruppe. Die beiden neuen Gesellschafter bauten das Unternehmen zu einer wachsenden Firmengruppe im Bereich Gemeinschaftsverpflegung und Catering aus. 1998 wechselte die Gesellschaft ihren Namen in die heutige Bezeichnung „Elior“. Im Jahr 2000 wurden die Aktien des Unternehmens an der Börse Euronext eingeführt. Es folgten Firmenzukäufe In Frankreich sowie in Großbritannien, Spanien und Italien. 2013 wurde die erste Acquisition in den USA getätigt. 2016 erfolgte der Einstieg in den Markt Indiens. Parallel dazu wurde das Servicegeschäft ausgebaut.
Im Mai 2022 verkündete die französische Derichebourg-Gruppe, dass sie einen Aktienanteil von 20 % an Elior hält. Mit Zustimmung der Hauptversammlung von Elior vom April 2023 übertrug Derichebourg seine Dienstleistungssparte Multiservice an Elior gegen den Erhalt von neuen Aktien und besitzt seitdem 48,3 % der Anteile und damit die Kontrolle über Elior.

## Produktprogramm
Elior ist in zwei Sparten gegliedert (vor der Transaktion mit Derichebourg):
- Gemeinschaftsverpflegung und Catering: Dies ist der größte Bereich. Stand 2022 werden 20.250 Restaurants und Verkaufsstellen betrieben.[5]
- Service: Er beinhaltet Reinigung, Hygiene, Sicherheit und Wartung vornehmlich bei Kunden im Bereich Gemeinschaftsverpflegung. Stand 2022 werden 5400 Kunden bedient.[6]

Die Exportquote beträgt 56 %.